# Gare de Sarre-Union
Gare de Sarre-Union vasútállomás Franciaországban, Sarre-Union településen.

## Vasútvonalak
Az állomást az alábbi vasútvonalak érintik:
- Berthelming-Sarreguemines-vasútvonal

## Kapcsolódó állomások
A vasútállomáshoz az alábbi állomások vannak a legközelebb:
- Gare de Schopperten